# Brienomyrus longianalis
Brienomyrus longianalis är en fiskart som först beskrevs av Boulenger, 1901.  Brienomyrus longianalis ingår i släktet Brienomyrus och familjen Mormyridae. IUCN kategoriserar arten globalt som livskraftig. Inga underarter finns listade.